# ジークムント・フロイト博物館

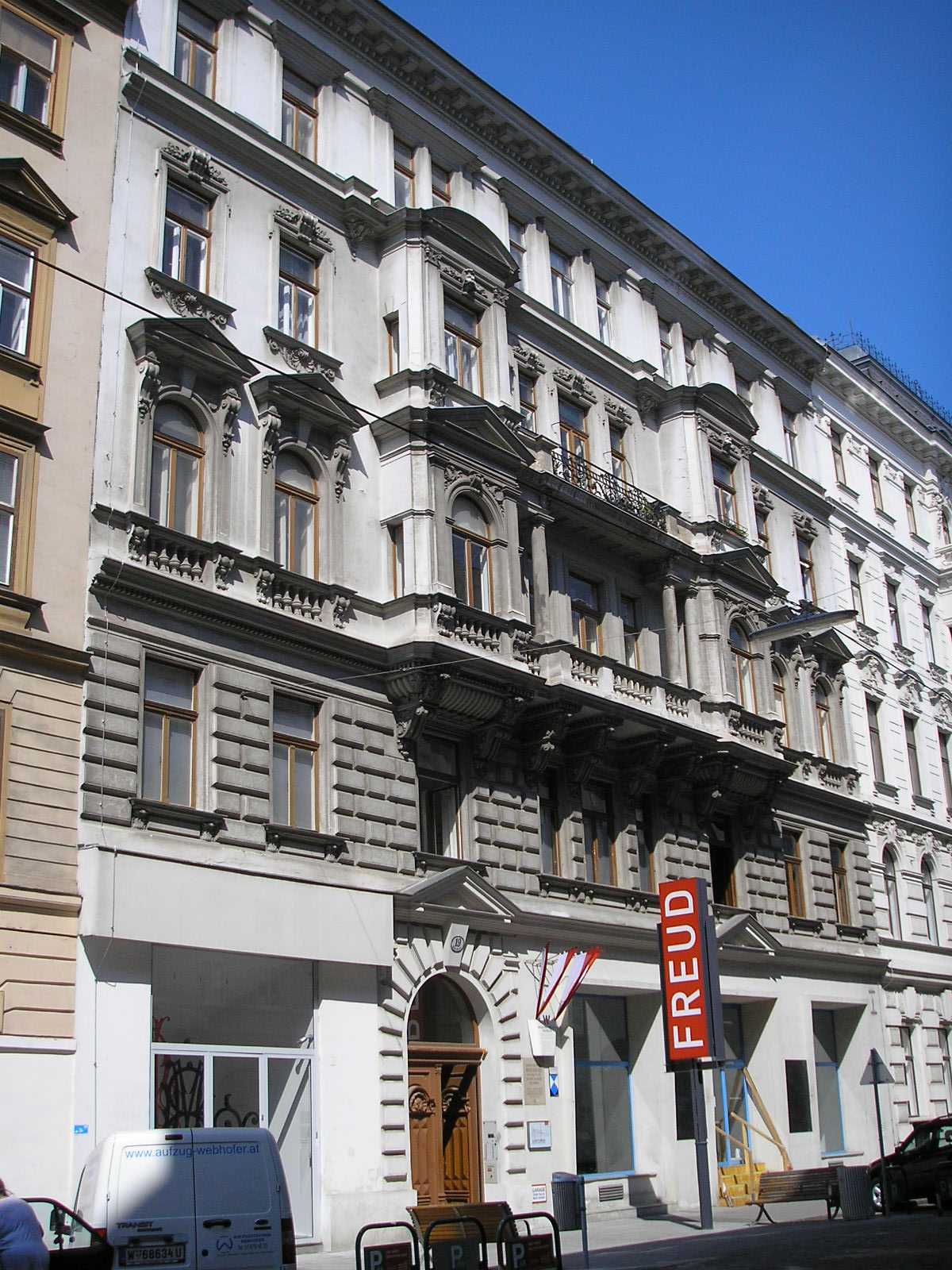
Sigmund Freud Museum: Berggasse 19 in Wien

シークムント・フロイト博物館(Sigmund Freud Museum)は、ウィーンにあり、ジークムント・フロイトがかつてそこに住み、診療を行なっていた住居で、精神分析の歴史や彼の生涯について展示している。
博物館はウィーン9区(アルサーグルント)のベルクガッセ19番にある。フロイトは、1891年新築のこの建物に引っ越してきた。
その時までそこにあった建物には、ヴィクトル・アドラーが住んでいたものだったのだが、取り壊された。1938年フロイトは、ユダヤ系の出自のため、1933年から1945年までドイツに併合されてしまったオーストリアから国外退去を余儀なくされ、ロンドンに海外逃避した。
彼が47年間生活しその著作の大半をそこで執筆した部屋は、今では彼の生涯や著作についての展示室になっている。定期的に入れ替えられる展示や現代美術の収集は、精神分析の、現代美術や現代社会への影響がいかに大きかったかを物語っている。
博物館は、フロイトのかつての診療や当時の個人的な生活の一部で構成されている。
博物館とひと続きに図書館があり、ここは3万5,000冊のヨーロッパの精神分析に関する最大の研究図書館になっており、ジークムント・フロイト財団の研究所になっている。
ここではフロイトが所有していた本物は、診療所の待合室やギリシア・ローマの発掘品コレクションの一部などを見ることができる。有名なソファーは、フロイトが亡命の際に持っていくことができた家具調度品のほとんどと同様にロンドンにあり、そちらのフロイト博物館で見ることができる。ウィーン、ロンドンと並んで、チェコのプジーボルに3つ目のフロイト博物館が開館した。フロイトの生家が、これで一般に公開されることになった。 

## 歴史
博物館は、1971年ジークムント・フロイト協会により、アンナ・フロイトの協力を得て開設された。フロイト博物館としては、これは二番目のものになる。実際にこの開館に向けて尽力したのは、ウィーンの精神分析家のハラルド・ロイポルト・レーヴェンタールであった。1996年、企画展示室と事務管理室の改築が出来上がり、2003年には博物館がジークムント・フロイト財団の管理に移行し、財団の管理部門及び本部は、インゲ・ショルツ通りに置かれた。1992年から歴史家のリディア・マリネーリが、2008年に亡くなるまでジークムント・フロイト博物館の管理運営に当たった。
2006年、ウィーン市が、ベルクガッセ19番の建物を、フロイトが居住したすべての階を博物館の増築のためにとジークムント・フロイト財団の管理に委ねた。このプロジェクトのための資金調達は、まだ解決されていない。
1970年以降、毎年フロイトの誕生日には、ジークムント・フロイト記念公講演がウィーンでは行われている。著名な精神分析家が、今日的なテーマについて講演を行なっている。ジークムント・フロイト協会により研究所が建てられ、今はその運営はジークムント・フロイト財団により引き継がれている。